# Die vertauschte Königin
Die vertauschte Königin ist ein DEFA-Märchenfilm von Dieter Scharfenberg aus dem Jahr 1984 mit Ursula Karusseit in einer Doppelrolle als herrische Königin und gutmütige Schmiedin Hanne. Er beruht lose auf dem Kunstmärchen Die Schustersfrau als Zarin von Andrej Platonow.

## Handlung
Auf einem Schloss lebt eine stets mürrische Königin, die ihre Bediensteten tyrannisch in Schach hält, wahllos unmenschliche Urteile fällt und nur ihren Hofnarren Bartholomäus einigermaßen menschlich behandelt. Als sie das schöne lange Haar ihrer Zofe Marie sieht, lässt sie es abschneiden und für sich eine Perücke anfertigen. Kanonier Jörg muss sie jeden Morgen mit einem Kanonenschuss wecken, doch als er sie ohne den gebührenden Respekt anspricht und dem ersten Schuss noch einen zweiten folgen lässt, gibt sie Anweisung, ihn am Abend am Galgen hängen zu lassen. Nur Bartholomäus’ Einsatz hat Jörg es zu verdanken, dass er dem Tod entgeht und dafür täglich Peitschenhiebe erhält. Zudem muss er die zweite Kanonenkugel wiederbeschaffen. Er begibt sich zum Dorfschmied, in dessen Ententeich die Kugel jeden Morgen fällt, und erhält die lebensrettende Kugel zurück. Er trifft auch die Schmiedin Hanne, die zu seinem Erstaunen der Königin wie aus dem Gesicht geschnitten ist. Abends planen Jörg und Bartholomäus ein Komplott: In der Nacht soll Hanne heimlich gegen die Königin ausgetauscht werden und für einige Tage an ihrer Stelle regieren.
Der Tausch gelingt unbemerkt und am nächsten Tag wacht die Königin in der Schmiede auf, während Hanne im Bett des Königsschlosses liegt. Der Schmied erkennt nicht, dass er es nicht mit seiner Frau zu tun hat, und ist verwundert und zunehmend entsetzt, als sich seine Frau wie wild gebärdet, sich Königin nennt, jegliche Zärtlichkeiten abweist und auch kein Essen zubereiten will. Den Rücken schrubbt sie ihm am Abend nur widerwillig und das doch zubereitete Essen ist ungenießbar. Hanne wiederum geht nach kurzer Zeit der Irritation zum Regieren über, schafft die despotischen Gesetze der Königin ab und mischt sich unter ihre Untergebenen. In der Küche kostet sie sämtliche Speisen und gibt abends ein rauschendes Fest, an dem alle Schlossbewohner teilnehmen. Längst hat sie Bartholomäus zur Offenbarung seines Tricks bringen können und ist daher auch nicht verwundert, als der unterwürfige Hofmarschall ihr eröffnet, eine Doppelgängerin verhaftet zu haben. Die Königin war zuvor ins Schloss eingedrungen und nach kurzem Widerstand in den Kerker geworfen worden. Dort wird sie von Jörg bewacht. Auch der Schmied ist seiner vermeintlichen Frau gefolgt und befreit sie, doch Jörg öffnet ihm endlich die Augen. Während die Königin eilig in ihr Schlafzimmer eilt, trifft der Schmied Hanne auf dem Thron an und schließt sie in die Arme. Gemeinsam schauen sie noch einmal kurz nach der Königin in ihrem Schlafzimmer und gehen.
Am nächsten Morgen erwacht die Königin wieder in ihrem gewohnten Schlafzimmer. Sie ist weinerlich, da sie von einem Kanonenschuss geweckt wurde, der ihr nun viel zu laut erscheint. Jammernd und kleinlaut erzählt sie Bartholomäus von ihrem schrecklichen Albtraum, in dem sie sich in der Hölle wähnte, und legt sich wieder schlafen.

## Produktion
Die vertauschte Königin war nach Der Spiegel des großen Magus aus dem Jahr 1981 der zweite Märchenfilm des Regisseurs Dieter Scharfenberg. Im Gegensatz zu seinem ersten Film drehte er Die vertauschte Königin vollständig im Studio. Die Studioatmosphäre und der damit verbundene „Theater-Charakter“ des Films mit gemalten Kulissen wurden von der Kritik teilweise negativ erwähnt, während andere Kritiker gerade das „phantasievolle…, äußerst praktische… Bühnenbild von Paul Lehmann“ lobten. Der Film lief am 11. Mai 1984 in den DDR-Kinos an; die Premierenfeier fand am 13. Mai 1984 im Berliner Colosseum statt.
Der Märchenfilm wurde oft als Filmkomödie aufgefasst, so befand auch Regisseur Scharfenberg, dass der Film „eigentlich eine Verwechslungskomödie mit deftigem Humor, ein unsentimentales Märchen“ sei. Zwar ist die Grundsituation dem Kunstmärchen Die Schustersfrau als Zarin von Andrej Platonow entnommen, doch wurde der Film nach einem Drehbuch von Regisseur Scharfenberg von der Kritik als eigenständiges Werk bezeichnet.
Die Trickaufnahmen des Films stammen - wie auch bei Rapunzel oder Der Zauber der Tränen und Schneeweißchen und Rosenrot - von Kurt Marks.

## Kritik
Die zeitgenössische Kritik monierte „ein paar Schönheitsfehler“ des Films, darunter „einen überdeutlichen Hang zur Karikatur bei der gewichtigen Gestalt des Hofmarschalls“ und Tempofehler innerhalb der Handlung, stellte aber dennoch fest, dass Die vertauschte Königin „ein idealer Märchenfilm [sei], modern, sozial genau und faßlich, lustig und listig, voller Wunder und Realität zugleich.“ Auch andere Kritiker lobten den Humor des Films und befanden, dass „das kleine Werk des Hintersinns nicht entbehrt“. Die vertauschte Königin sei „ein Märchenfilm von besonderer Güte, der an Spitzenleistungen der DEFA auf diesem Gebiet anknüpft“, so das Neue Deutschland 1984.
Kritiker nach 1990 meinten einerseits, dass die Handlung wenig biete, so seien der Einstieg langatmig und der Schluss „merkwürdig unentschieden…“. Eine Entwicklung der Figuren finde nicht statt. Genau entgegengesetzt steht dazu die Meinung, dass „Zügigkeit und Tempo im Ablauf […] das erste Drittel der Geschichte“ bestimmen. Zahlreiche Rezensionen hoben die darstellerischen Leistungen des Ensembles und dabei besonders die Doppelrolle Ursula Karusseits positiv hervor.
Das Lexikon des internationalen Films sah in Die vertauschte Königin eine „[b]rav gespielte, konventionelle Variation des uralten Märchenmotivs vom armen Doppelgänger, der mit guten Charaktereigenschaften ausgestattet ist.“